# Acanthisitta chloris
El acantisita verdoso (Acanthisitta chloris) es una especie de ave de la familia Acanthisittidae y única representante del género Acanthisitta. Es una especie endémica de Nueva Zelanda. En inglés se le llama "Rifleman" y en maorí "Tītipounamu".

## Descripción

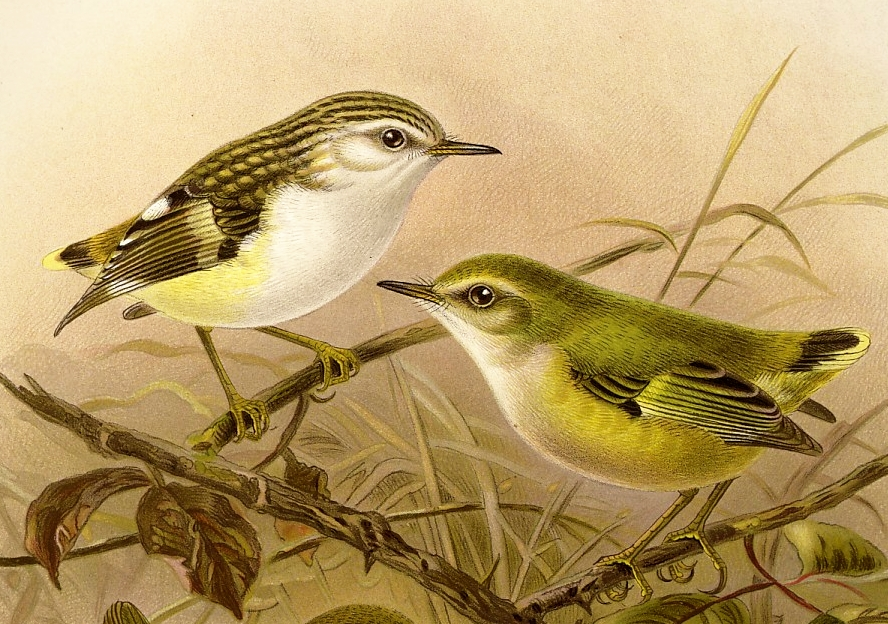
Hembra a la izquierda, macho a la derecha

Es un ave muy pequeña, la más pequeña de Nueva Zelanda,  con unos 8 cm, y que pesa entre 6 y 7 gramos. El macho es de un color amarillo verdoso por arriba, con el obispillo verde, flancos amarillos y las partes inferiores blancas. En la cabeza muestra una ceja blanca. La hembra se diferencia en que su dorso es de color marrón claro con un rayado oscuro, y un obispillo marrón amarillento. Los juveniles son parecidos a las hembras, pero con el pecho listado.

## Distribución y hábitat
Es un ave endémica de Nueva Zelanda, donde se distribuye por las dos grandes islas, así como por algunas de las menores. 
Habita en zonas forestales (sobre todo en bosques viejos) y también en áreas de matorral.

## Comportamiento
Es una especie sedentaria, que defiende un territorio permanente, y que se suele emparejar de por vida. La llegada de los europeos, supuso la pérdida de una buena parte e su hábitat, y su declive; y aunque sigue siendo una especie muy común, su distribución está muy fragmentada.
Se alimenta sobre todo de invertebrados y en ocasiones de pequeños frutos. Busca su comida en las ramas y troncos de los árboles, bajando poco al suelo.

## Subespecies
Tiene descritas dos subespecies:
- A. c. chloris (Sparrman, 1787) - Isla Sur, isla Stewart e isla Codfish.
- A. c. granti Mathews & Iredale, 1913 - Isla Norte, isla Gran Barrera e isla Pequeña Barrera.